# Stadensen
Stadensen este o comună din landul Saxonia Inferioară, Germania.